# Rocco Larizza
Rocco Larizza (Scilla, 1º gennaio 1950) è un politico italiano.

## Biografia
Nato in Calabria, in giovane età si trasferisce a Torino per lavorare come operaio allo Stabilimento Fiat di Mirafiori, dove diventa delegato sindacale ed attivista politico del PCI.
Deputato nazionale dal 1992 al 1994 per il PDS, è poi senatore della Repubblica dal 1994 al 2001; successivamente è stato consigliere regionale coi DS in Piemonte dal 2005 al 2010.